# プチフラワー
『プチフラワー』は、かつて小学館から発行されていた日本の少女漫画雑誌。1980年から2002年まで発行された。
1980年に創刊。創刊当初は季刊。1981年から隔月刊。1984年から月刊となるが、1988年から再び隔月刊（奇数月刊）に。1980年代には、竹宮惠子の『風と木の詩』、萩尾望都の『メッシュ』などの人気作品が掲載された。2002年3月に休刊。同年4月、同誌を引き継ぐ形で『月刊フラワーズ』が創刊された。

## 歴史
- 1980年 - 春の号（5月1日発行）で創刊。
- 1981年 - 1982年1月号から隔月刊（奇数月刊）[1]。
- 1984年 - 5月号から月刊。
- 1988年 - 1989年1月号から隔月刊（奇数月刊）。発売日は発行月の前々月26日
- 2002年 - 3月26日発売の5月号を最後に休刊。4月27日に『月刊フラワーズ』創刊。

## 主な掲載作品

### 連載
- 自転車にのって… （夢野一子）
- AMAKUSA1637（赤石路代）
- UNDER（森脇真末味）
- うつほ草紙（諏訪緑）
- 風と木の詩（竹宮惠子）
- 河よりも長くゆるやかに（吉田秋生）
- 残酷な神が支配する（萩尾望都）
- SHORT TWIST（佐々木淳子）
- BLUE MOON（森脇真末味）
- バルバラ異界（萩尾望都）
- ファンシィダンス（岡野玲子）
- 辺境警備（紫堂恭子）
- メッシュ（萩尾望都）
- 夢みる惑星（佐藤史生）
- 私を月まで連れてって!（竹宮惠子）
- ワン・ゼロ（佐藤史生）
- ルネッサンス（秋里和国）
- 夢の碑 （木原敏江）
- パンドラ★パニック（名香智子）
- ジェラルディンシリーズ （たらさわみち）
- マージナル（萩尾望都）
- グレープフルーツストロベリー（ささやななえ）
- ミノタウルス（ささやななえ）
- 化粧曼荼羅（ささやななえ）
- ウェルテルの季節（とき）（ささやななえ）
- たたらの辻に…（ささやななえ）
- 白蘭 青風（山本鈴美香）
- ナーヴァスなあの娘（ベイビー）（伊東愛子）
- たんぽぽクレーター（筒井百々子）
- L6-外を夢みて-（北原文野）
- マーガレットとご主人の底抜け珍道中（坂田靖子）
- Shan-hai1945（森川久美）
- 眠れる森の美男（秋里和国）
- 県立御陀仏高校（猫十字社）
- なんたって桃の湯（小道迷子）

### 読み切り
- キメィラ（山岸凉子）
- 訪問者（萩尾望都）
- 月光石（水野英子）
- イグアナの娘（萩尾望都）
- 半神（萩尾望都）
- 空が青い（秋里和国）
- 桜時間（大島弓子）
- 水枕羽枕（大島弓子）
- ジョーン・Bの夏（樹村みのり）[2]
- 一人でなんかくらせない（伊東愛子）
- 綺羅星（さべあのま）

### コラム
- プチエンヌ  愛と性の相談室→はらたいらの青春スパイス（はらたいら）

## 映像化

### アニメ化作品
| 作品       | 放送年 | アニメーション制作 | 備考                                          |
| ---------- | ------ | ------------------ | --------------------------------------------- |
| 風と木の詩 | 1987年 | コナミ工業         | タイトルは「風と木の詩 SANCTUS -聖なるかな-」 |

### 実写化作品
| 作品         | 放送年 | 制作            | 備考                     |
| ------------ | ------ | --------------- | ------------------------ |
| イグアナの娘 | 1996年 | MMJ、テレビ朝日 | 読み切りのテレビドラマ化 |